# Пресретач (филм)
Пресретач (енгл. Interceptor) америчко-аустралијски је акциони филм из 2022. године у режији Метјуа Рајлија, по сценарију који је написао са Стјуартом Битијем. Главне улоге глуме Елза Патаки и Лук Брејси. Говори о терористима који украденим пројектилима желе да покрену нуклеарни напад на САД. Када терористи нападну удаљену платформу за пресретање ракета на мору која би могла да заустави њихове ракете, официр (Патаки) брани објекат својом храброшћу и сналажљивошћу.

## Радња
Последњи официр у изолованој одбрамбеној ракетној станици води животну битку против терориста који су уперили 16 украдених нуклеарних бомби на САД.

## Улоге
| Глумац         | Улога            |
| -------------- | ---------------- |
| Елза Патаки    | Џ. Џ. Колинс     |
| Лук Брејси     | Александер Кесел |
| Арон Гленан    | Бивер Бејкер     |
| Мајен Мехта    | Раул Шах         |
| Рис Малдон     | Кларк Маршал     |
| Белинда Џомбве | Енсајн Вошингтон |
| Маркус Џонсон  | генерал Дајсон   |
| Колин Фрилз    | Френк Колинс     |
| Зои Каридес    | Волас            |